# Galaktosilacilglicerol O-aciltransferaza
Galaktosilacilglicerol O-aciltransferaza (EC 2.3.1.141, acil-acil-nosilac protein: lizomonogalaktozildiacilglicerol aciltransferaza, acil-ACP:lizo-MGDG aciltransferaza, acil-(acil-nosilac-protein):-galaktozilacilglicerol O-aciltransferaza) je enzim sa sistematskim imenom acil-(acil-nosilac protein):-galaktozilacilglicerol O-aciltransferaza. Ovaj enzim katalizuje sledeću hemijsku reakciju
acil-[acil-nosilac protein] + sn-3-D-galaktozil-sn-2-acilglicerol {\displaystyle \rightleftharpoons } [acil-nosilac protein] + D-galaktozildiacilglicerol
Ovaj enzim prenosi dugolančane acil grupe na sn-1 poziciju glicerolnih ostataka.

## Literatura
- Nicholas C. Price; Lewis Stevens (1999). Fundamentals of Enzymology: The Cell and Molecular Biology of Catalytic Proteins (Third изд.). USA: Oxford University Press. ISBN 019850229X.
- Eric J. Toone (2006). Advances in Enzymology and Related Areas of Molecular Biology, Protein Evolution (Volume 75 изд.). Wiley-Interscience. ISBN 0471205036.
- Branden C; Tooze J. Introduction to Protein Structure. New York, NY: Garland Publishing. ISBN 0-8153-2305-0.
- Irwin H. Segel. Enzyme Kinetics: Behavior and Analysis of Rapid Equilibrium and Steady-State Enzyme Systems (Book 44 изд.). Wiley Classics Library. ISBN 0471303097.

## Spoljašnje veze
- Galactosylacylglycerol+O-acyltransferase на 